# Didelphis pernigra
Didelphis pernigra — вид сумчастих ссавців із родини опосумових (Didelphidae).

## Морфологічна характеристика
Великий вид. Волосяний покрив на спинній частині тіла крім голови від чорного до насичено-сірого з двома шарами: нижній шар — м'яке бліде жовто-біле волосся з чорними кінчиками, верхній шар — чорне волосся з білими кінчиками. Голова біла з чорною маскою, яка починається біля носа і йде позаду очей і злегка поширюється до основи вух, де змішується з білим хутром; в центрі чола є трикутна смуга, яка звужується й закінчується між очима; горло трохи темніше. Хвіст завдовжки з решту тіла хоча може бути й меншим, біля основи має волосся, чорний до 3/5 довжини, решта біла. Вуха рожеві або чорні, але мають білі кінчики. Ноги чорні, з темно-коричневими й майже голими пальцями. 2n = 22.

## Спосіб життя
Він веде нічний спосіб життя, солітарний і переважно наземний, але хороший дереволаз. Загалом же опосуми це всеїдні види, що харчуються комахами, іншими безхребетними, плодами і, зрештою, дрібними хребетними, залежно від наявності цих ресурсів. Вдень вони ховається в дуплах дерев, поглибленнях у землі або між скелями. У Колумбії для цього виду виміряний період вагітності становить 12 днів і середній розмір виводку 4.2 з діапазоном від двох до семи дитинчат.

## Поширення
Проживає в Андах Болівії, Перу, Еквадору, Колумбії та північно-західної Венесуели.
Населяє болотисті й лісові місцевості, порушені території, включаючи вторинні ліси, відкриті землі, сільськогосподарські території та приміські території; від 1500 до 3700 метрів.

## Загрози й охорона
Серйозних загроз немає. Зустрічається в багатьох заповідних територіях.

## Етимологія
Епітет pernigra походить від латинського per-, що означає наскрізь, і niger, negro, чорний, «цілком чорний», що натякає на колір їхнього хутра, особливо на тілі та кінцівках.